# クリス・カデン
クリス・カデン（Chris Cadden、1996年9月19日 - ）は、スコットランド出身のサッカー選手。ハイバーニアンFC所属。ポジションはDF。サッカースコットランド代表。

## クラブ経歴
出身地にほど近いマザーウェルFCのアカデミーで育成され、2014年3月1日のハート・オブ・ミドロシアンFC戦でプロデビューを果たした。
2015年3月6日、スコットランド2部のアルビオン・ローヴァーズFCにレンタル移籍。4月4日のベリック・レンジャーズFC戦でプロ初ゴールを決めた。
2019年7月23日、フリーでメジャーリーグサッカーのコロンバス・クルーに加入。また直後にイングランドのオックスフォード・ユナイテッドFCにレンタル移籍することが合わせて発表された。
2021年1月15日、ハイバーニアンFCに2年半契約で移籍した。

## 代表歴
2016年8月、UEFA U-21欧州選手権予選のマケドニア戦とウクライナ戦を前に、U-21スコットランド代表に初めて指名された。9月6日のU-21ウクライナ代表戦でデビューした。
2018年5月17日、ペルー代表とメキシコ代表との親善試合を前に初めてスコットランドのフル代表に招集された。5月29日のペルー代表戦でフル代表デビューを果たした。

## 人物
双子の兄弟のニッキーもサッカー選手。またキーラン・ティアニーは高校の後輩である。